# Falacia del historiador
La falacia del historiador es una falacia que se produce cuando se da por supuesto que quienes tomaron una decisión en el pasado podían considerar las cosas desde el punto de vista y con la información que se obtiene tiempo después de haber tomado la decisión.
Experimentos realizados en el área de la psicología sugieren que la gente tiende a recordar de modo inexacto que lo que acabó siendo importante antes de llegar a serlo y que es difícil descontar la ventaja de saber qué es lo que acabó sucediendo. Véase prejuicio de retrospectiva.
Esta falacia fue mencionada por primera vez por David Hackett Fischer, que la consideró análoga a la falacia del psicólogo de William James.
No se debe confundir con el presentismo, que es un tipo de análisis histórico en el que se aplican estándares morales contemporáneos a figuras históricas.

## Ejemplos de esta falacia
- Hoy nosotros sabemos que Julio César sería asesinado por destruir la república y convertirse en dictador. Por lo tanto, también Julio César sabía que sería asesinado por destruir la república y convertirse en dictador antes de llevar a cabo estas medidas.
- Hoy se sabe que la Primera Guerra Mundial no sirvió para nada y que sólo dio lugar a la Segunda Guerra Mundial. En consecuencia, los líderes políticos y militares que se vieron involucrados en la declaración de la Primera Guerra Mundial, sabían desde antes de que estallara ese conflicto bélico que esa guerra no serviría para nada y sólo daría lugar a otra todavía peor.